# Kaadsijärv
Kaadsijärv (est. Kaadsijärv, Kaatsjärv) – jezioro w Estonii, w prowincji Valgamaa, w gminie Karula. Położone jest na południe od wsi Lusti. Ma powierzchnię 2,3 ha linię brzegową o długości 751 m, długość 240 m i szerokość 140 m. Sąsiaduje z jeziorami Kaadsi Mustjärv, Ojajärv, Karula Savijärv, Kallõtõ, Väikene Mustjärv, Õdri. Położone jest na terenie Parku Narodowego Karula.